# Summit (New Jersey)
Summit è una città degli Stati Uniti d'America, nella Contea di Union, nello Stato del New Jersey. La città detiene il sedicesimo reddito pro capite più alto del New Jersey. Vi sono diverse società farmaceutiche, tra cui Celgene che possiede a Summit la sede centrale. 

## Società

### Evoluzione demografica
Abitanti censiti

### Trasporti
La Route 24 passa lungo il confine orientale della città di Summit, mentre l'Interstate 78 lungo il confine meridionale. Inoltre a Summit passano anche la Route 124 e la County Route 512.
Summit è servita dal Newark Liberty International Aiport di Newark / Elizabeth, che si trova a circa 15 minuti di distanza lungo l'Interstate 78.